# Nemastylis floridana
Nemastylis floridana là một loài thực vật có hoa trong họ Diên vĩ. Loài này được Small miêu tả khoa học đầu tiên năm 1931.